# Kritisches Lexikon zur deutschsprachigen Gegenwartsliteratur
Das Kritische Lexikon zur deutschsprachigen Gegenwartsliteratur (KLG) ist eines der bedeutendsten Literaturlexika in deutscher Sprache. Es ist ein als Loseblattsammlung angelegtes Nachschlagewerk mit Informationen zu Schriftstellerinnen und Schriftstellern der deutschsprachigen Gegenwartsliteratur.

## Herausgeber
Heinz Ludwig Arnold begründete das Kritische Lexikon zur deutschsprachigen Gegenwartsliteratur (KLG) 1978 und gab es bis zu seinem Tod im November 2011 heraus. 2012 hat Hermann Korte die Herausgeberschaft übernommen. Das Loseblattwerk erscheint im Verlag edition text + kritik, umfasst inzwischen etwa 15.000 Seiten in 14 Ordnern und wird kontinuierlich aktualisiert und ergänzt. Das KLG ist online kostenpflichtig verfügbar.

## Aufbau und Schwerpunkt
Sortiert wird nach der alphabetischen Reihenfolge der Autoren. Die Artikel gliedern sich in Biogramm, Essay und Bibliografie. Die Biogramme geben einen Überblick über Leben und literarische Auszeichnungen der Autoren. In ausführlichen Essays werden die einzelnen Werke der jeweiligen Schriftsteller auf ihre Werkzusammenhänge und poetologischen Grundlagen hin eingehend analysiert und bewertet. Die umfangreichen bibliografischen Angaben verzeichnen vor allem aktuelle Primär- und Sekundärliteratur. Die Auswahl der derzeit etwa 750 Autoren berücksichtigt insbesondere herausragende zeitgenössische Schriftsteller und geht deren literarischen Entwicklungen nach.

## Ausgabe und Rezension
- Hermann Korte (Hrsg.): Kritisches Lexikon zur deutschsprachigen Gegenwartsliteratur (KLG). Begründet von Heinz Ludwig Arnold. edition text + kritik, München 2012, ISBN 978-3-86916-219-5. (Grundwerk einschließlich der 102. Nachlieferung).
- Maria Ebert: Nie zuvor gab es mehr Lexika zur Literatur. In: buchreport.magazin. Januar 2009, S. 54–57.